# مفاعل كيميائي ناظم

مفاعل كيميائي ناظم

المفاعل الكيميائي الناظم عبارة عن مفاعل حيوي يضاف إليه وسط متجدد باستمرار، في حين أن سائل الزرع يزال باستمرار للحفاظ على حجم الزرع ثابتاً. بتغيير معدل تدفق الوسط المضاف إلى المفاعليمكن التحكم بمعدل نمو الأحياء المكروئية.
حالة الثبات:
واحدة من أهم سمات الناظم الكيميائي ( الكيموستات) هي أن الكائنات الحية الدقيقة يمكن أن تنمو في حالة استقرار فسيولوجي في ظل ظروف بيئية ثابتة. في هذه الحالة المستقرة ، يحدث النمو بمعدل نمو محدد ثابت وتظل جميع معاملات الاستنبات ثابتة (حجم المستنبت ، تركيز الأكسجين المذاب ، تركيزات المغذيات والمنتج ، درجة الحموضة ، كثافة الخلية ، إلخ). بالإضافة إلى ذلك ، يمكن التحكم في الظروف البيئية من قبل الباحث. عادة ما تصل الكائنات الحية الدقيقة التي تنمو في الكيموستات إلى حالة مستقرة بسبب كون التغذية الراجعة سلبية بين معدل النمو واستهلاك العناصر الغذائية: إذا كان عدد الخلايا منخفضًا في المفاعل الحيوي ، يمكن أن تنمو الخلايا بمعدلات نمو أعلى من معدل التخفيف لأنها تستهلك القليل من العناصر الغذائية لذلك فإن النمو يكون أقل محدودية من خلال إضافة الحد من المغذيات مع الوسط الطازج المتدفق. المغذيات المحددة هي عنصر غذائي ضروري للنمو ، موجودة في الوسط بتركيز محدود (عادة ما يتم توفير جميع العناصر الغذائية الأخرى في فائض). ومع ذلك ، كلما زاد عدد الخلايا ، زاد استهلاك العناصر الغذائية ، مما يقلل من تركيز المغذيات المحددة. بدوره ، سيؤدي ذلك إلى تقليل معدل النمو المحدد للخلايا مما سيؤدي إلى انخفاض في عدد الخلايا مع استمرار إزالتها من النظام مع التدفق الخارجي. ينتج عن هذا حالة مستقرة. بسبب التنظيم الذاتي ، فإن الحالة الثابتة تكون مستقرة. يمكّن ذلك الباحث من التحكم في معدل النمو المحدد للكائنات الدقيقة عن طريق تغيير سرعة المضخة التي تغذي الوسط الطازج في الوعاء.